# Фрідріх Гіршауер
Фрідріх Гіршауер (нім. Friedrich Hirschauer; 2 жовтня 1883, Ландау — 9 грудня 1979, Мюнхен) — німецький офіцер, керівний співробітник люфтваффе, генерал зенітних військ.

## Біографія
5 липня 1902 року вступив в 8-й баварський польовий артилерійський полк. Закінчив артилерійське та інженерне училище (1907) і Мюнхенське військове училище верхової їзди (1913). Учасник Першої світової війни, командир батареї, з 10 лютого 1918 року — 3-го дивізіону свого полку. Учасник боїв під Верденом. Після демобілізації армії залишений в рейхсвері, командир батареї. З 1 лютого 1930 по 31 жовтня 1932 року — командир 3-го дивізіону 7-го артилерійського полку. 1 жовтня 1934 року переведений в люфтваффе. З 1 жовтня 1935 року — вищий командир зенітних частин 1-го (Кенігсберг), з 1 листопада 1936 року — 4-го авіаційного округу (Дрезден). Після аншлюсу 1 квітня 1938 року призначений начальником авіаційної області «Відень», яка 1 липня 1938 року була перетворена на 17-ту авіаційну область. 1 серпня 1942 року очолив Імперський союз ППО. 1 лютого 1945 року переведений в резерв ОКЛ. 30 квітня 1945 року звільнений у відставку.

## Звання
- Фенріх (5 липня 1902)
- Лейтенант (28 жовтня 1904)
- Оберлейтенант (17 березня 1912)
- Гауптман (9 серпня 1915)
- Майор (1 лютого 1926)
- Оберстлейтенант (1 листопада 1930)
- Оберст (1 квітня 1933)
- Генерал-майор запасу (1 грудня 1935)
- Генерал-майор (20 квітня 1936)
- Генерал-лейтенант (15 березня 1938)
- Генерал зенітних військ (1 серпня 1939)

## Нагороди
- Медаль принца-регента Луїтпольда
- Залізний хрест 2-го і 1-го класу
- Орден «За заслуги» (Баварія) 4-го класу з мечами
- Почесний хрест ветерана війни з мечами
- Медаль «За вислугу років у Вермахті» 4-го, 3-го, 2-го і 1-го класу (25 років)
- Застібка до Залізного хреста 2-го класу